# Meroleucocerus punctipennis
Meroleucocerus punctipennis är en insektsart som beskrevs av Maldonado-capriles 1972. Meroleucocerus punctipennis ingår i släktet Meroleucocerus och familjen dvärgstritar. Inga underarter finns listade i Catalogue of Life.